# اسمازنوو
اسمازنوو (به لاتین: Smaznevo) یک منطقهٔ مسکونی در روسیه است که در سرزمین آلتای واقع شده‌است.